# Кібербулінг

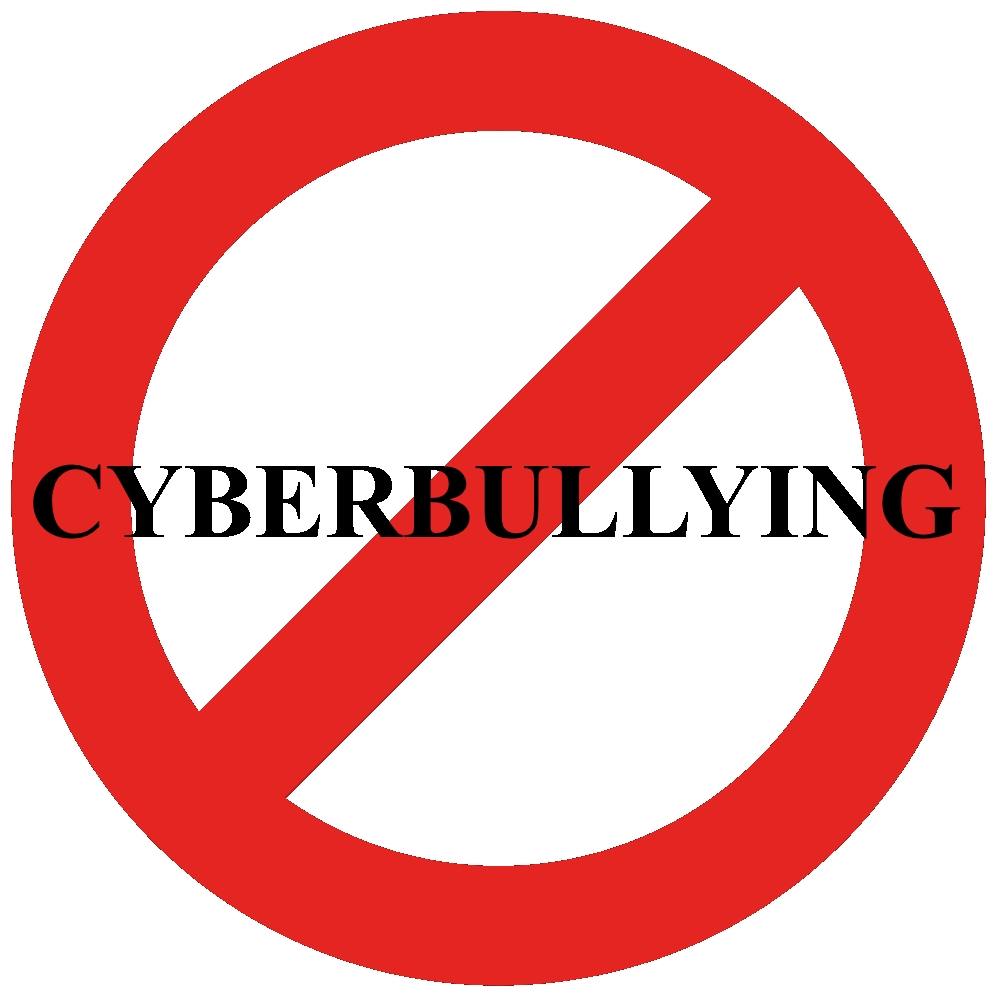

Кібербулінг (кіберзалякування, англ. Cyberbullying) — умисне цькування щодо визначеної особи у кіберпросторі, як правило, впродовж тривалого проміжку часу.
Особу, яка здійснює кібербулінг часто називають «булер», вона діє анонімно, таким чином, щоб жертва не знала від кого походять агресивні дії.
Існує два поняття, кібербулінг та кібермобінг, дуже схожі за змістом. Другий термін початково стосувався реалізації булінгу лише на одному пристрої — мобільному (телефоні). Однак термін кібермобіг не розповсюджений в англомовному середовищі у порівняні з кібербулінгом.

## Форми кібербулінга за класифікацією Ненсі Віллард (2007)
- Образа (англ. flaming): Як правило, відбувається у відкритому публічному просторі Інтернету, за допомогою образливих коментарів, вульгарних звернень і зауважень.
- Домагання (англ. harassment): Цілеспрямовані, систематичні кібератаки від незнайомих людей, користувачів соціальних мереж, людей з найближчого реального соціального оточення.
- «Очорнення», поширення чуток (англ. denigration): Навмисне виставлення жертви в чорному світлі за допомогою публікації фото- або відеоматеріалів на Інтернет-сторінках, форумах, в новинних групах, через електронну пошту, наприклад, щоб зруйнувати дружні відносини або помститися експодрузі.
- Використання фіктивного імені (англ. ipersonation): Навмисно видавати себе за іншу людину, використовуючи пароль жертви, наприклад, для того, щоб образити вчителя.
- Публічне розголошення особистої інформації (англ. outing and trickery): Поширення особистої інформації, наприклад, інтимних фотографій, фінансового стану, роду діяльності з метою образити або шантажувати, наприклад, експартнера.
- Соціальна ізоляція (англ. exclusion): Відмова спілкуватися (як на діловому, так і на неформальному рівні), виключення з Instant-Messenger'a групи або ігрової спільноти і так далі.
- Тривале домагання і переслідування (англ. cyberstalking): Систематичне (сексуальне) переслідування будь-кого, що супроводжується погрозами та домаганнями.
- Відкрита загроза фізичної розправи (англ. cyberthreats): Прямі або непрямі погрози вбивства кого-небудь або заподіяння тілесних ушкоджень.[1]

## Безпека дітей
За даними Childwise на 2016 рік троє з чотирьох дітей віком від п'яти до шістнадцяти років (73%) мають доступ до інтернету зі своїх кімнат, і в 10% із них їхні особисті дані у профілі в соціальних мережах не закриті в налаштуваннях від незнайомців. У звіті «Національного товариства із запобігання жорстокому поводженню з дітьми» вказано, що майже чверть дітей віком одинадцять і дванадцять років, котрі мали профілі у соцмережах, упродовж року стикалися там із чимось, що їх засмучувало та бентежило. А причиною 62% таких випадків були незнайомі люди, яких діти знали лише з віртуального спілкування, або хтось зовсім невідомий. Причому діти молодшого віку, через брак суспільної зрілості та вміння опиратися впливу соціальних мереж, протидіяли менш упевнено і рішуче.
Ґрумінґ –  процес підготовки дитини до сексуального посягання – отримав широкі загрозливі можливості через анонімність в інтернеті: будь-хто може використати на аватарці дитяче фото та вдавати з себе дитину, щоб втертися у довіру. Дітям латентного віку (з 6 до 12 років) слід гратися і спілкуватися в інтернеті тільки з тими, кого вони знають у реальному житті.
Лише 32% батьків впевнені у цілковитій спроможності захистити дітей від небезпеки в інтернеті, згідно з даними дослідження «The Social Age Study» від Knowthenet . На відміну від перегляду телебачення або дитячих ігор, з ґаджетами дитину залишають сам-на-сам, батьки зазвичай не знають, що саме вона в цей час робить, але не переймаються, адже дитина поводиться тихо. 
Вікі Шотболт порівнює віртуальний світ з іще однією вулицею з активним рухом, підкреслюючи, що батьки, мають бути там, щоб постійно наглядати за своїми дітьми.